# Рестон, Ана Каролина
А́на Кароли́на Ресто́н Мака́н (порт. Ana Carolina Reston Macan; 4 июня 1985 — 15 ноября 2006) — бразильская модель.

## Биография
Рестон родилась в семье среднего класса в Жундиаи, штат Сан-Паулу. В 13 лет она победила на конкурсе красоты в её родном городе и стала заниматься модельным бизнесом. Рестон работала с модельными агентствами Ford, Elite и L'Équipe, представляла продукцию известных брендов, её последней работой была рекламная кампания для Джорджо Армани.
25 октября 2006 года Рестон была доставлена в больницу в связи печёночной недостаточностью, вызванной нервной анорексией. При росте 173 см вес Аны Каролины составлял всего 40 кг, таким образом индекс массы её тела был равен 13,5, в то время как значение ниже 17,5 является дефицитным. До такого состояния Рестон довела себя томато-яблочной диетой. Её состояние в больнице ухудшилось, и 15 ноября 2006 года Ана Каролина умерла в возрасте двадцати одного года.